# Wasserturm Altenburg-Südost

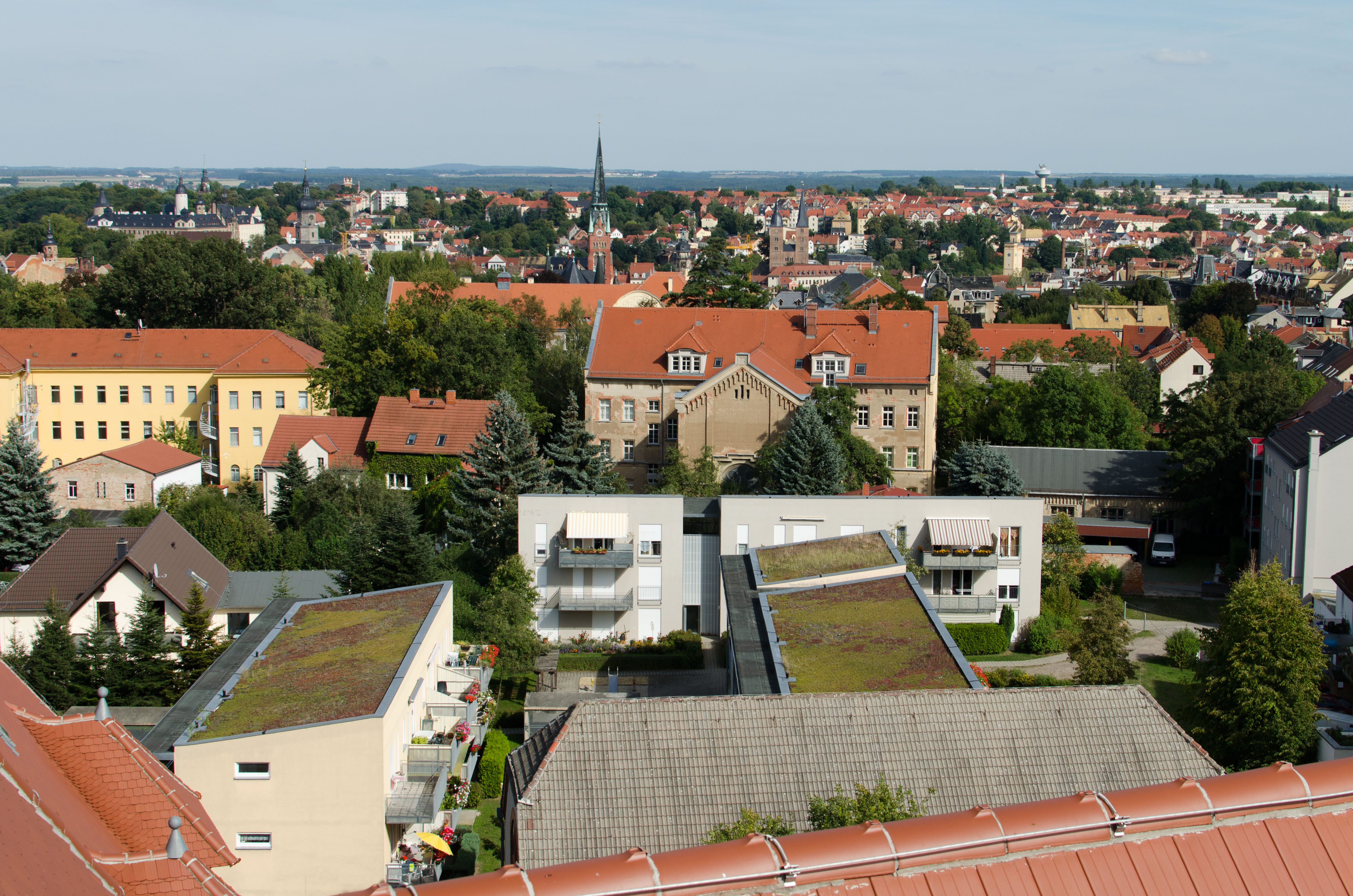
Wasserturm Südost auf Panoramabild (markiert)

Der Wasserturm Altenburg-Südost ist ein 39 Meter hoher Wasserturm in der Ahornstrasse 13a in Altenburg, Thüringen.

## Geschichte
Der Vorratsbehälter hat ein Volumen von 100 Kubikmetern. Er wurde 1964 errichtet und 1968 mit einer Blechverkleidung an der Straße abgeschlossen und fertiggestellt. Sein Zweck war die Wasserversorgung des Stadtteils Südost sicherzustellen. Heute dient er als Ausgleichbehälter für die Druckerhöhungsstation Hellwiese und das Wasserwerk Weißer Berg.
Bei der Sanierung vom Februar bis November 2000 mit Kosten von 1,4 Millionen DM kam es im Mai zu einem Brand, den die Feuerwehr 21 Stunden löschen musste.

## Bauweise
Auf einem 2 Meter dicken Stahlbetonfundament steht ein runder Schaft aus Stahlbeton, in dem ein Aufzug bis zum Wasserbehälter geht. Dieser besteht aus einer 8 mm dicken verschweißten Stahlkonstruktion. Oben befinden sich neben Flugbefeuerungsanlagen auch Parabolantennen bzw. Funkmaste.